# الجليد (رواية دورست)
الجليد هي رواية كتبها سارة بيث دورست، وهي رواية حديثة للحكاية الخيالية النرويجية شرق الشمس وغرب القمر. تم ترشيحه لجائزة أندريه نورتون في عام 2009. 

## حبكة
عندما كانت طفلة، أخبرتها جدة كاسي قصّة عن والدتها المفقودة: لقد أخذها نورث وايند لتكون ابنته ثمّ لتكون عروس ملك الدّب القطبي. وقعت ابنة الرّياح الشّمالية في حبّ والد كاسي وأبرمت صفقة مع ملك الدّب القطبي لكي تصبح ابنتها زوجة الدّب. وافق الدّب وأخفى المرأة وزوجها. عندما عثرت ريح الشمال على ابنته، توسلت إليه أن يأخذها بدلًا من زوجها وطفلها وهبت بها ريح الشّمال بعيدًا، حيث تم القبض عليها من قبل المتصيدين. رفضت كاسي القصة في النهاية ووصفتها بأنها قصة خيالية لتفسير وفاة والدتها.
نشأ والدها في محطة أبحاث بوفورت الشّرقية في ألاسكا، وتطمح كاسي إلى أن تصبح باحثة في القطب الشّمالي. في عيد ميلادها الثّامن عشر، رأت دبًّا قطبيًا كبيرًا على الجليد وفشلت في القبض عليه عندما يختفي. أثار الحادث قلق والدها، الّذي أصرّ لسبب غير مفهوم على أنّها يجب أن تعيش على الفور مع جدتها في فيربانكس. ترفض كاسي وتحاول مرّة أخرى القبض على الدّب الّذي يجدها ليدّعي أنها عروسه. صدمت من طبيعة الدب الخارقة للطبيعة، فوافقت على الزواج منه بشرط أن ينقذ والدتها من المتصيدين.
يأخذ الدّب القطبي (المسمّى "الدّب") كاسي إلى قلعة جليديّة متقنة الصّنع، حيث تعلّم أنّه "منكسري"، ناقل الأرواح المطلوب للحفاظ على توازن الحياة في الطّبيعة؛ الدّب هو المسؤول عن أرواح الدّببة القطبية. يأخذ بير شكلًا بشريًّا في الليل، ويكشف أنّها بصفته زوجته، عليها أن تنجب له أطفالًا ليصبح منكسري. لقد رفضت واحترم الدب رغباتها، بينما لا يزالان يتشاركان نفس السرير في الليل. غاضبة من كذب والدها عليها وفشله في إنقاذ والدتها، تقيم "كاسي" في القلعة، حيث تقترب هي و"بير".
بصفته منكسري، كثيرًا ما يترك بير كاسي خلفه لتوزيع الأرواح على أشبال الدّب القطبي حديثي الولادة. عندما رأى قلقها، سمح لها بزيارة محطّة الأبحاث. تلتقي كاسي أخيرًا بوالدتها، جيل، الّتي أصيبت بصدمة شديدة من السّنوات الّتي قضتها مع المتصيّدين. على الرّغم من رغبات والدها، تعود كاسي مع بير مع البيانات الّتي تمّ الحصول عليها في محطة الأبحاث للسّماح له بتوقّع ولادة الدّببة القطبية ويسمح لكاسي بمرافقته أثناء نزهاته. بعد فترة وجيزة، علمت كاسي أنّها حامل على الرّغم من استخدام حبوب منع الحمل أثناء ليلة زفافهما لأنّ بير استخدم سحره لإبطال آثار حبوب منع الحمل. تشعر "كاسي" بالخيانة، وتنتظر حتّى المساء قبل أن تشعل مصباحها اليدويّ وترى وجهه وشكله البشريّ. نظرًا لأنّ كاسي مُنعت من رؤية وجهه كجزء من صفقة لتحرير جيل، يجب على بير الآن أن يستسلم للزّواج من أميرة المتصيّدين.
عاقدة العزم على العثور على الدّب، تكافح كاسي لعدّة أسابيع في الجليد المفتوح، على الرّغم من أنّها محميّة بقطيع من الدّببة القطبية. في حالة يأس، تتواصل مع مقصري آخر للعثور على زوجها. عندما علمت أنّ كاسي حامل بطفل من فقري، تمّ نقلها إلى غابة الأب المقري، الّتي تمّ تكليفها برعايتها حتّى ولادة طفلها، حيث يعتقد جميع المقرحي أن صحة الطفل لها الأسبقية ويجب ترك بير من أجلها. ميت. تمكنت كاسي من الهروب بعد عدّة أشهر مع الأب فورست، ولكن انتهى بها الأمر بالسّقوط من منحدر. تمّ العثور عليها بواسطة جيمي إيوك، وهو إنسان منكسري، وهي وطفلها يحتضران، ويوافق على شفاءها عندما تلمح إلى عدد كبير من النّفوس ليجمعها. تذكّر أنّ والدتها هي ابنة ريح الشّمال، فتستدعي الرّياح الجنوبية والشّرقية لتأخذها إلى جدّها. تشعر بالذنب تجاه مصير "غيل"، فتدفعها الرياح الشمالية إلى أرض الأقزام.
عند مقابلة أميرة القزم، يُسمح لكاسي بالالتقاء مع بير بشرط أن تقنعه بجعل أميرة القزم طفلًا - وهو ما رفضه بير لأنّ المتصيّدون ليس لديهم شكل ماديّ لإنجاب طفل منه. أُجبرت "كاسي" على الاختيار بين زوجها وطفلها، وأدركت صعوبة قرار والدها وأُجبرت على الخروجِ من قلعةِ المتصيّدين بينما كان طفلها على وشك الولادة. يصل جيمي ويكتشف أنّه ليس لديه روحٌ متاحة للطفل. تدرك "كاسي" أنّ المتصيّدون هم في الواقع أرواح ضائعة غير متجمعة ترغب في أن تولد، وقد قامت "جيمي" بجمع أميرة القزم باعتبارها الرّوح الجديدة للطّفل. مع إتمام صفقة الدب مع المتصيّدين، تقوم "كاسي" بترتيب "جيمي" وغيره لجمع أرواح المتصيّدين لإعادة توزيعها بينما تعود هي و"بير" إلى المنزل مع ابنتهما المولودة حديثًا.

## الشخصيات
- كاساندرا داسنت

نشأت كاسي، بطلة الرواية، في محطة أبحاث في القطب الشمالي، معتقدة أن قصة جدتها عن اختفاء والدتها كانت طريقة ممتعة لشرح وفاة والدتها. عندما كانت شابة، اكتشفت أن القصة كانت حقيقية. احتفلت كاسي بعيد ميلادها ثم ماتت وعاشت حياتها روحًا منذ ذلك الحين.
- دُبٌّ

ملك الدب القطبي؛ الذي وعدته ريح الشمال بالعروس، فاختطفت امرأة شابة لتكون ابنته وتتزوج من ملك الدب القطبي. ومع ذلك، وعدت ابنة الرياح الشمالية، غيل، ابنتها لملك الدب القطبي إذا سمح لها بالزواج من رجل وقعت في حبه. عندما تبلغ ابنة جيل سن الرشد، يبحث عنها الدب لتصبح عروسه.
- غيل

أبيجيل، والمعروفة أيضًا باسم غيل، هي والدة كاسي، الابنة المتبناة لرياح الشمال. بعد ولادة كاسي، نقلتها الرياح الشمالية بعيدًا إلى حيث يعيش الأقزام، وبقيت هناك لمدة ثمانية عشر عامًا وقد أصيبت بصدمة شديدة بسبب هذه التجربة. وبصرف النظر عن عيونهم الخضراء، فهي وكاسي لا يشبهان بعضهما البعض. عند مقابلة والدتها أخيرًا، تشعر كاسي أن والدتها غريبة عنها وتشعر بخيبة أمل بسبب افتقارهما إلى الاهتمامات المشتركة.
- لازلو داسنت

والد كاسي. كان لازلو على علم بماضي زوجته غيل، لكنه لم يلاحق زوجته لأنه كان بحاجة إلى رعاية كاسي. لقد كان يعارض إخبار كاسي بالظروف الخارقة للطبيعة لاختفاء جيل من أجل حماية كاسي. عندما يتعود كاسي من القلعة الجليدية، يحاول إبعاد كاسي بعيدًا عن محطة الأبحاث لكن كاسي تغادر بتحدٍ مع الدب.
- إنغريد داسنت

والدة لازلو وجدتها كاسي، تعيش في فيربانكس. أخبرت كاسي قصة ما حدث لجيل حتى عارضها لازلو لحماية ابنته. واهتمت بكاسي خلال طفولتها.
- غابة الأب

واجهته كاسي أثناء رحلتها للعثور على الدب، واعتبرته في البداية حليفًا لكنّها سرعان ما اعتبرته عدوًا عندما كشف عن نيته في إبقائها في منزله حتى تلد. لقد هربت منه في النّهاية.
- جاميسون "جيمي" إيوك

رجل من الإنويت ومنكسري للبشر. تقابله كاسي عندما تسقط وتؤذي نفسها. فقط من خلال إقناعه بأن هناك أكثر من 25000 روح ليس لها جسد، ينقذها جيمي من الموت.

## أنظر أيضا
- الشرق بواسطة إديث باتو

## روابط خارجية
- الجليد على الصفحة الرئيسية لسارة بيث دورست